# Obleka
Obleka je kar nosimo na sebi, kar si oblečemo. Običajno je obleka narejena iz blaga, usnja ali iz umetnega materiala. Najbolj pogosta oblačila so: hlače, majica, srajca, bluza, jakna, plašč, pulover, jopica in drugo. V širšem pomenu besede sodijo sem tudi obuvala, pokrivala in rokavice. Namen oblačil je da nas zaščitijo pred mrazom, pripeko in drugimi negativnimi vplivi oklice. Včasih obleka sporoča pripadnost neki organizaciji (vojaška, gasilska,... uniforma). Razlikuje se tudi po namenu uporabe (pidžama, trenerka, smoking,...).
Prva oblačila so bile živalske kože, ki so varovale ljudi pred mrazom in dežjem. Oblačila še vedno varujejo pred neugodnimi vremenskimi razmerami, toda tudi družba in običaji vplivajo na njihovo obliko. Poslovna obleka je videti neprimerna na plaži, saj tudi v urad ne gre nihče v kopalkah. Mnogi ljudje nosijo modna oblačila. Moda pomeni najnovejši slog oblačenja in se pogosto menja. Letošnja poletna oblačila bodo prihodnje poletje že zastarela. Moda je bila sprva način, s katerim so posamezniki razkazovali svoje bogastvo. Ker so bila oblačila draga, so si lahko do 19. stoletja le bogataši privoščili oblačenje po modi. Skozi stoletja se je moda razvijala, kot se je menjaval življenjski slog.

## Oblačila za različne priložnosti
Včasih funkcija oblačil - delo, ki ga morajo opravljati - zelo pomembno vpliva na njihovo oblikovanje. Naloga oblačil za slabo vreme je, da ščitijo človeka pred mrazom, vetrom in dežjem; videz ali barva nista tako pomembna. Oblačila za prosti čas se nosijo za različne vrste dela doma in za šport. Športna oblačila morajo biti lahka, takšna, da se v njih gibljemo z lahkoto, in pralna.

### Delovna oblačila
Delovna oblačila imajo žepe za orodje, se lahko perejo in ne ovirajo gibanja. Biti morajo tudi brez dodatkov, s katerimi bi se zatikali v stroje.

### Zaščitne obleke
Delavci npr. gasilci ali delavci v nuklearnah, potrebujejo oblekem ki jih varujejo pri delu. Npr. čebelar, da se obvaruje pred čebelami nosi obleko z dolgimi, tesnimi rokavi in čebelarsko pokrivalo s pajčolanom. Čebele vedno plezajo navzgor, zato si čebelar včasih zatlači hlače v škornje.

### Hladno podnebje
Oblačila za hladno podnebje so že od nekdaj narejena iz živalske kože. Krzno, ki ga nosimo obrnjenega navznoter, ujame plast zraka in tako zadrži odtok toplote iz telesa. Moderne bunde in hlače so izdelani iz gosto tkanega najlonain ne prepuščajo vetra in vode. Vatirana podloga ujame zrak med perje in zadržuje toploto.

### Toplo podnebje
Ljudje, ki živijo v puščavskem podnebju, nosijo dolge, ohlapne bombažne obleke. Halje imajo dvojno nalogo: varujejo kožo pred škodljivimi sončnimi žarki in ohranjajo telo hladno, ker ohranijo plasti zraka med gubami blaga. 

### Uniforme
Ljudje, ki pripadajo isti skupini ali organizaciji, pogosto nosijo podobna oblačila, tako da jih zelo lahko prepoznamo. Takšna oblačila se imenujejo uniforme. Uniforme spodbujajo občutek pripadnosti in tovarištva, zato so mnogi ljudje ponosni na svoje uniforme. Nekatere npr. uniforme medicinskih sester, so zelo uporabne in varujejo pri delu. 

### Feredža
Po islamskih verskih predpisih si morajo ženske v javnosti zakriti obraz. Zato si muslimanke(privrženke islama), kadar gredo ven, pokrijejo glavo in obraz s črno tančico ali masko.

## Modne hiše
Najbolj modne obleke izdelujejo oblikovalci "haute couture"(visoke mode). Njihova podjetja se imenujejo modne hiše. Menekeni razkazujejo nove stvari oblikovalcev na modnih revijah, ki se imenujejo kolekcije. Oblikovalka Coco Chanel(1883-1971) je temeljito spremenila žensko oblačenje, ko je oblikovala preproste in udobne obleke, kostime in puloverje iz džersija, zelo mehke raztegljive pletenine.

## Zgodovina spreminjanja obleke
Oblačila so se skozi stoletja spreminjala. Obleke starih Grkov so bili veliki kosi tekstilije, nabrani okrog telesa. V srednjem veku je prišlo do revolucije izdelovanja oblačil, saj so oblačila začeli izdelovati na podlagi več krojnih delov, kar je privedlo do boljšega prileganja oblačil telesu. V 16.stoletju so bili ženski stezniki utrjeni z kitovo kostjo. Stezniki so bili v modi (z manjšimi presledki) vse do začetka 20. stoletja. V dvajsetih letih tega stoletja pa so se začele uveljavljati bolj sproščene silhuete oblačil.

## Obstojnost in vzdrževanje
Obleka trpi zunanje in notranje poškodbe in nečistoče. Človeško telo izloča mast, odmrle celice, prhljaj, znoj. Prav tako obleki škodi sonce, dež, vlaka, praske, odrgnine in madeži. Uši in bolhe se lahko zaredijo v šivih, pršice lahko preživijo marsikaj. Oblačila morajo tako večkrat v pranje ali prenovo. Prišiti se morajo gumbi, popraviti zadrge, obnoviti šive, na mestu pogostih odrgnin se lahko prišije krpa, ki prepreči strganje tkanine. Nekateri pa nosijo obleke do popolne izrabe.

### Pranje, likanje, hramba
Človek je izmislil mnogo metod za pranje oblačil. Ročno pranje so nadomestili s pranjem z mili in nato mehaniziranimi pralnimi stroji. Kemično čiščenje oblačil je prineslo tudi rešitve za občutljive tkanine. Higienski predpisi zdravstva so pospešili iskanje dodatnih rešitev.
Likanje je postopek zmanjševanja gub v tkanini. Uporablja se za občutljive tkanine in formalna oblačila, ki morajo delovati še posebej urejena. Precej najnovejših oblačil stremi k videzu brez gub in tako niti ne potrebujejo likanja. Nekatera plastična oblačila tako niti ne morejo biti zmečkana. V oblačilih, ki ne morejo biti zmečkljiva, so ugotovili pri daljši hrambi sledi formaldehida, ki lahko povzroči draženje kože.  Po sušenju in likanju se oblačila zložijo ali obesijo v hrambo. Molji in nekatere druge živali se hranijo s tekstilom. Tako se pri hrambi uporabi sredstva proti škodljivcem ali se oblačila hrani v vakuumski vrečki.

### Popravila
Krojač in šivilja sta ob dragoceni tkanini veljala za premišljena vzdrževalca oblačil. Zadnja leta se izdelujejo oblačila v velikih količinah in se popravila le redko izplačajo. Na voljo so šiviljski seti in šivalni stroji, kjer lahko prirediš in popraviš male napake na blagu. Prav tako se lahko skrajša hlače, zoža obseg, nadomesti zadrgo.

### Recikliranje
Sintetično blago se ne more reciklirati, bombaž pa se lahko predela v krpe, kuhinjske krpe, trakove, preveze in papir. Ob množični predelavi se lahko pretirano produkcijo namensko uniči.
1. ↑  When Wrinkle-Free Clothing Also Means Formaldehyde Fumes Arhivirano 2017-01-16 na Wayback Machine.. New York Times.
2. ↑  Changes of Free Formaldehyde Quantity in Non-iron Shirts by Washing and Storage Arhivirano 2011-07-22 na Wayback Machine.. Journal of Health Science.
3. ↑  Lieber, Chavie (17. september 2018). »Why fashion brands destroy billions' worth of their own merchandise every year«. Vox. Arhivirano iz spletišča dne 17. septembra 2018. Pridobljeno 17. septembra 2018.